# Ignacio Ellacuría

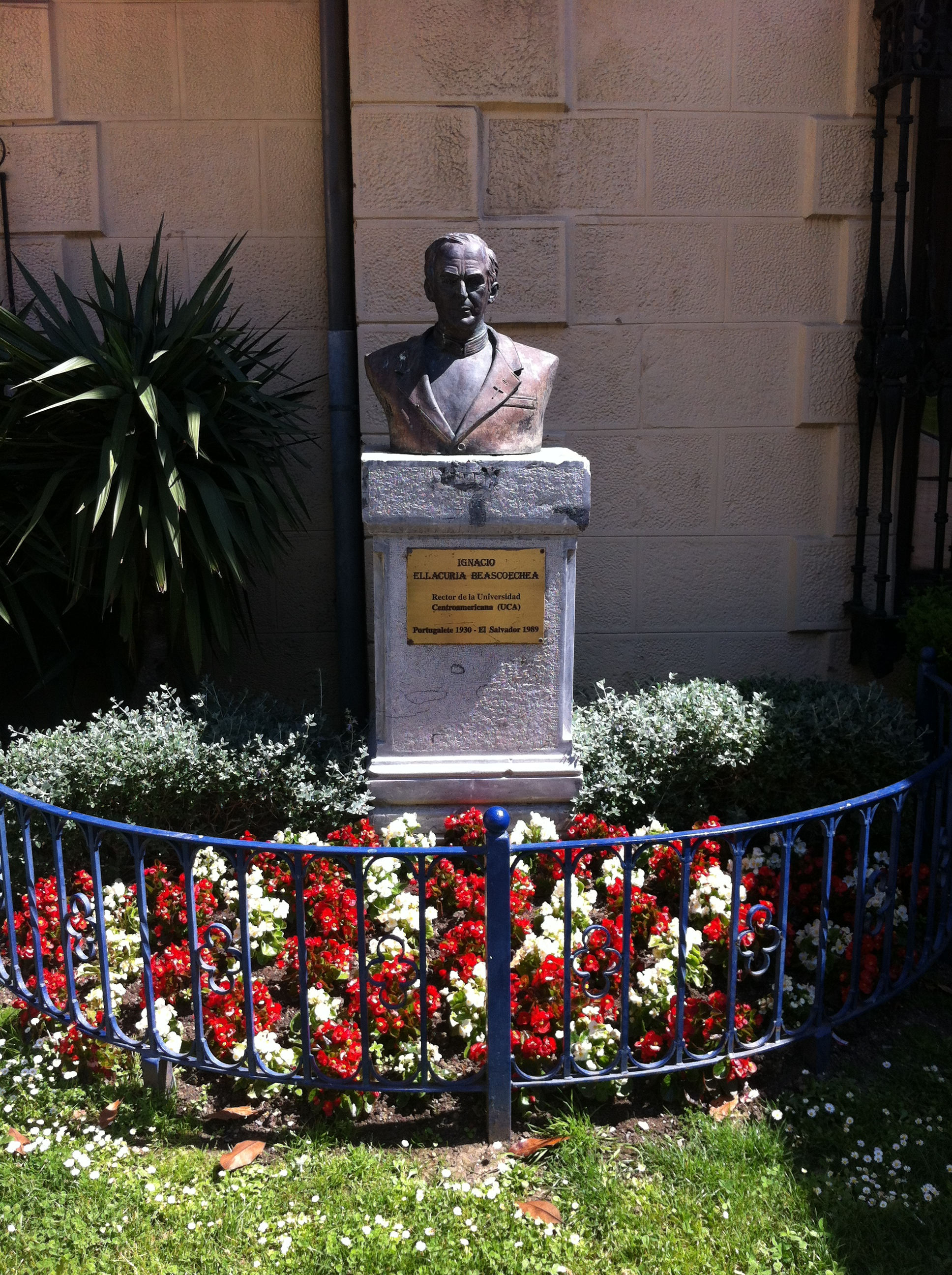
Büste Ignacio Ellacurías in seinem Geburtsort Portugalete

Ignacio Ellacuría SJ (* 9. November 1930 in Portugalete in der Provinz Bizkaia, Spanien; † 16. November 1989 in San Salvador, El Salvador) war ein katholischer Priester, Jesuit, Philosoph, Theologe und Märtyrer, der durch seine Arbeit als Professor und Rektor der Universidad Centroamericana “José Simeón Cañas” (UCA), einer 1965 von Jesuiten in San Salvador gegründeten Universität, bekannt wurde.
Ellacuría war ein enger Freund des Psychologen Ignacio Martín-Baró SJ (1942–1989) und des Philosophen Segundo Montes SJ und wurde zusammen mit ihnen und fünf anderen Menschen 1989 von Mitgliedern der Armee in El Salvador ermordet.

## Leben
Ellacuría trat dem Jesuitenorden 1947 bei und wurde 1948 nach El Salvador entsandt, wo er bis zu seinem Tode arbeitete und lebte, abgesehen von Studienaufenthalten in Ecuador, Österreich und Spanien.
Ellacurías wissenschaftliche Arbeit war ein eigenständiger Beitrag zu einer Philosophie der Befreiung, einer um 1970 im Kontext der lateinamerikanischen Befreiungstheologie entstandenen philosophischen Richtung, die das Thema der Befreiung aus der lateinamerikanischen Perspektive angeht und insofern als kontextuelle Philosophie bezeichnet werden kann.
Ellacurías auf dem philosophischen Ansatz von Xavier Zubiri aufbauende Position einer Philosophie der geschichtlichen Realität, in der ein universaler Befreiungsprozess wirksam ist, zu dem die Philosophie einen besonderen Beitrag leisten kann und soll, kann als eines der vier grundlegenden Modelle der lateinamerikanischen Befreiungsphilosophie angesehen werden. (Die von der Volkskultur her kommende „ethisch-kulturelle“ Strömung wird von Rodolfo Kusch, Juan Carlos Scanonne und Carlos Cullen vertreten, Arturo Andrés Roig vertritt eine kulturkritisch und antipopulistisch perspektivierte Argumentationsstrategie und Enrique Dussel entwirft ein Programm einer Ethik der Befreiung aus der Perspektive des Südens mit Modellcharakter für die marxistisch orientierte Strömung.) Die Funktion der Philosophie besteht nach Ellacuría darin, sich der geschichtlichen Realität als ihrem eigentlichen Objekt zuzuwenden und ihre befreiende Funktion auszuüben, indem sie zum Beispiel ideologiekritisch tätig ist sowie sozioökonomische Ungerechtigkeiten anmahnt. Befreiung ist nicht nur auf Befreiung von politischer oder gesellschaftlicher Unterdrückung bezogen, sondern integral zu verstehen und impliziert die geistige Befreiung als Befreiung von Ideologien, Falschheiten, Lügen bzw. von der Macht der Sünde oder des Todes. Das Ziel ist die Befreiung der Geschichte und in der Geschichte.
Ellacuría war zudem ein bekannter Befreiungstheologe, der neben wichtigen fundamentaltheologischen Beiträgen zur Methodik der Befreiungstheologie auch bedeutende Aufsätze zur Ekklesiologie, Christologie sowie zur christlichen Befreiungspraxis geliefert hat.
Im Bürgerkrieg, der seit 1981 El Salvador zerriss, beteiligte sich Ellacuría immer wieder an Bemühungen, die weitere Eskalation der Gewalt zu verhindern. Er unterstützte Arturo Rivera y Damas und Emil Stehle bei deren Verhandlungen mit Vertretern der Guerilla und der Armee, die zur Freilassung von Gefangenen führten, beispielsweise nach der Entführung von Inés Guadelupe Duarte, der Tochter des Staatspräsidenten José Napoleón Duarte, durch die FMLN am 10. September 1985.
Die politischen Auswirkungen von Ellacurías Einsatz für die Armen und Unterdrückten brachte ihn in Konflikt mit den Machthabern in El Salvador und führte letztlich zu seiner Ermordung durch Soldaten, so wie unter anderem auch Óscar Romero, Erzbischof von El Salvador, 1980 ermordet worden war. Ermordet wurden die sechs Jesuiten Ignacio Ellacuría, Ignacio Martín-Baró, Segundo Montes, Amando López, Juan Ramón Moreno, Joaquín López y López und die Haushälterin Elba Julia Ramos sowie ihre Tochter Celina vom Atlacatl-Bataillon auf Befehl der salvadorianischen Militärführung. Dieser Mord am 16. November 1989 geschah zu einem kritischen Zeitpunkt in der langsamen Veränderung der politischen Landschaft El Salvadors: Internationaler Druck nach diesem brutalen Attentat in der Nacht auf dem von der Armee umgebenen Universitätsgelände zwang die Regierung von El Salvador dazu, mit der Befreiungsbewegung FMLN einen Friedensvertrag zu unterzeichnen.

## Werke
- Veinte Años de Historia en El Salvador: Escritos Políticos. 3 Bände. 2. Aufl., UCA Editores, San Salvador 1993.
- Filosofía de la Realidad Histórica. UCA Editores, San Salvador 1990. (Deutsch: Philosophie der geschichtlichen Realität. Mainz Verlag, Aachen 2010.)
- Escritos Filosóficos. 3 Bände. UCA Editores, San Salvador 1996–2001.
- Escritos universitarios. UCA Editores, San Salvador 1999.
- Escritos Teológicos. 4 Bände. UCA Editores, San Salvador 2000–2002.
- zusammen mit Jon Sobrino (Hrsg.): Mysterium liberationis: conceptos fundamentales de la teología de la liberación. 2 Bände. UCA Editores, San Salvador 1992. [Deutsch: Mysterium Liberationis: Grundbegriffe der Theologie der Befreiung. 2 Bände. Edition Exodus, Luzern 1995–1996].
- Cursos universitarios. UCA Editores, San Salvador 2009.